# Antonín Hickel
Antonín Hickel (31. března 1745 Česká Lípa – 30. října 1798 Hamburk) byl malíř českého původu, autor historických obrazů a podobizen.

## Život
Antonín Hickel byl stejně jako jeho starší bratr Josef (1736–1804) nejprve žákem svého otce, malíře církevních obrazů z České Lípy. Podobně jako bratr pak studoval na Akademii výtvarných umění ve Vídni. V roce 1779 se vydal na studijní cesty po Evropě. Zůstal dlouho v Mnichově, kde ztvárnil např. kurfiřta Karla Teodora Falckého (1724–1799). Cestoval také po jižním Německu a po Švýcarsku, poté do Mannheimu a Mohuče. Tak jako jeho bratr byl jmenován dvorním malířem císaře Josefa II. a v roce 1786 namaloval také jeho sestru Marii Antoinettu. Nějakou dobu pobýval i v Paříži a v Londýně. V roce 1797 se usadil v Hamburku, kde zemřel.
Díla Antonína Hickela lze nalézt např. v Historickém muzeu v Bernu, na zámku Oberhofen u Thunského jezera a na zámku Jegenstorf (oba zámky jsou ve švýcarském kantonu Bern).

## Dílo (výběr)
- Roxolana a sultán Sulejman. 1780, Mohuč, Zemské muzeum
- Princezna Marie Terezie z Lamballe, dvorní dáma Marie Antoinetty. 1788, Vídeň, Lichtenštejnské muzeum
- Zásnuby při svíčkách. Kolem 1790/1798, Vídeň, Belvedere
- William Pitt mladší oslovuje Dolní sněmovnu. 1793/1795, Londýn, Národní portrétní galerie

## Galerie

Roxolana a sultán Sulejman, 1780
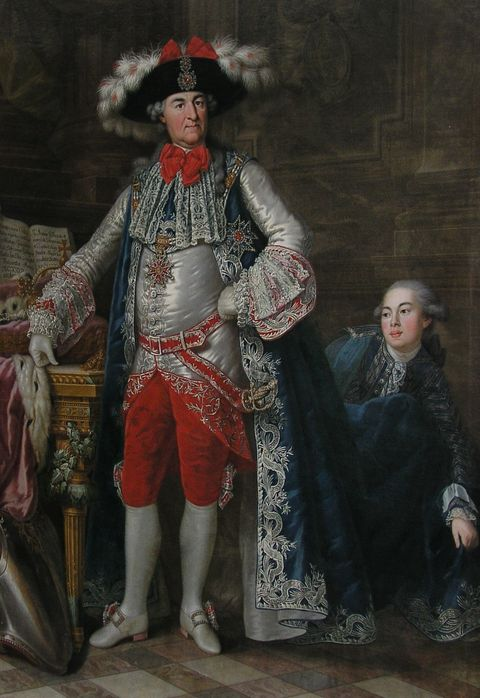
Karel Teodor Falcký, asi 1780
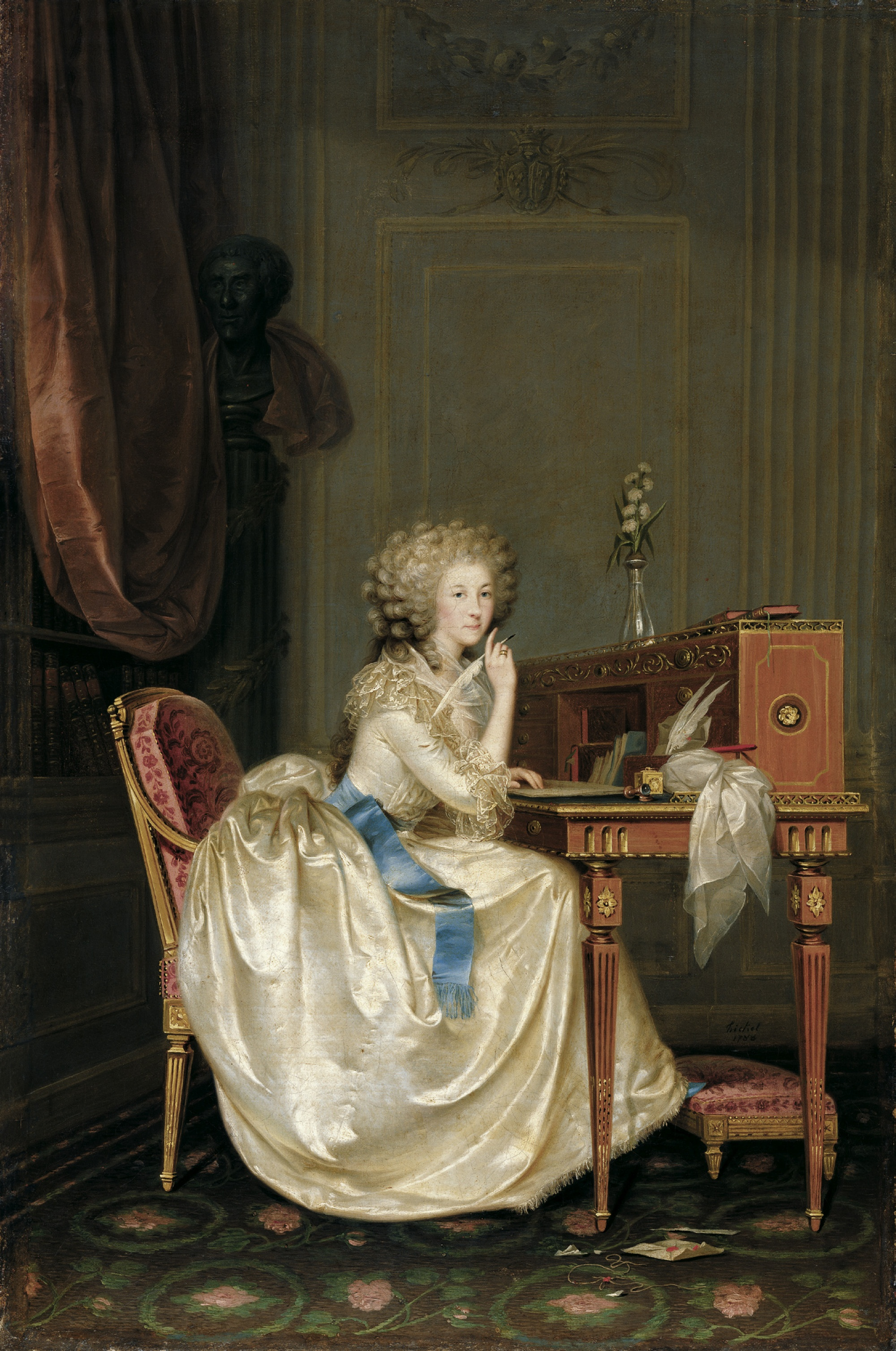
Princezna Marie Lamballe, 1788
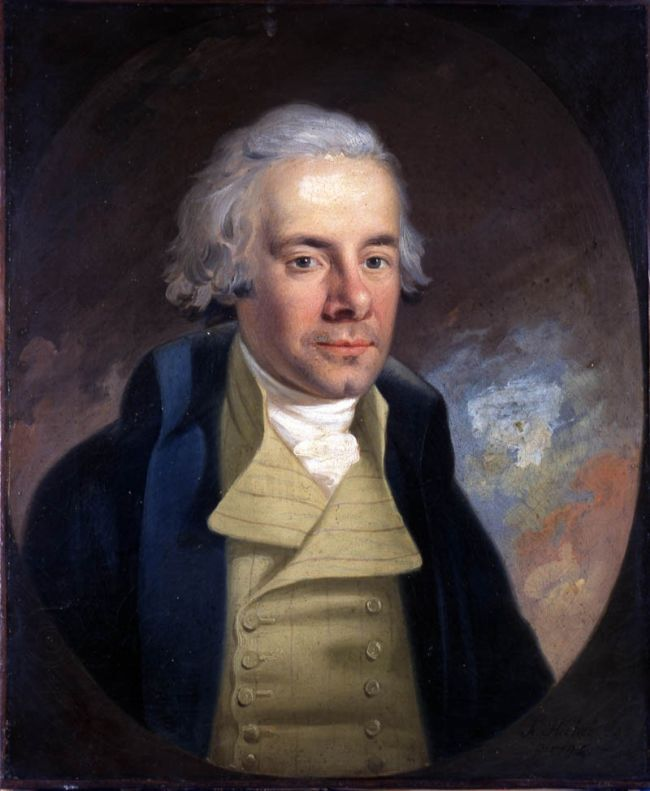
William Wilberforce, 1794
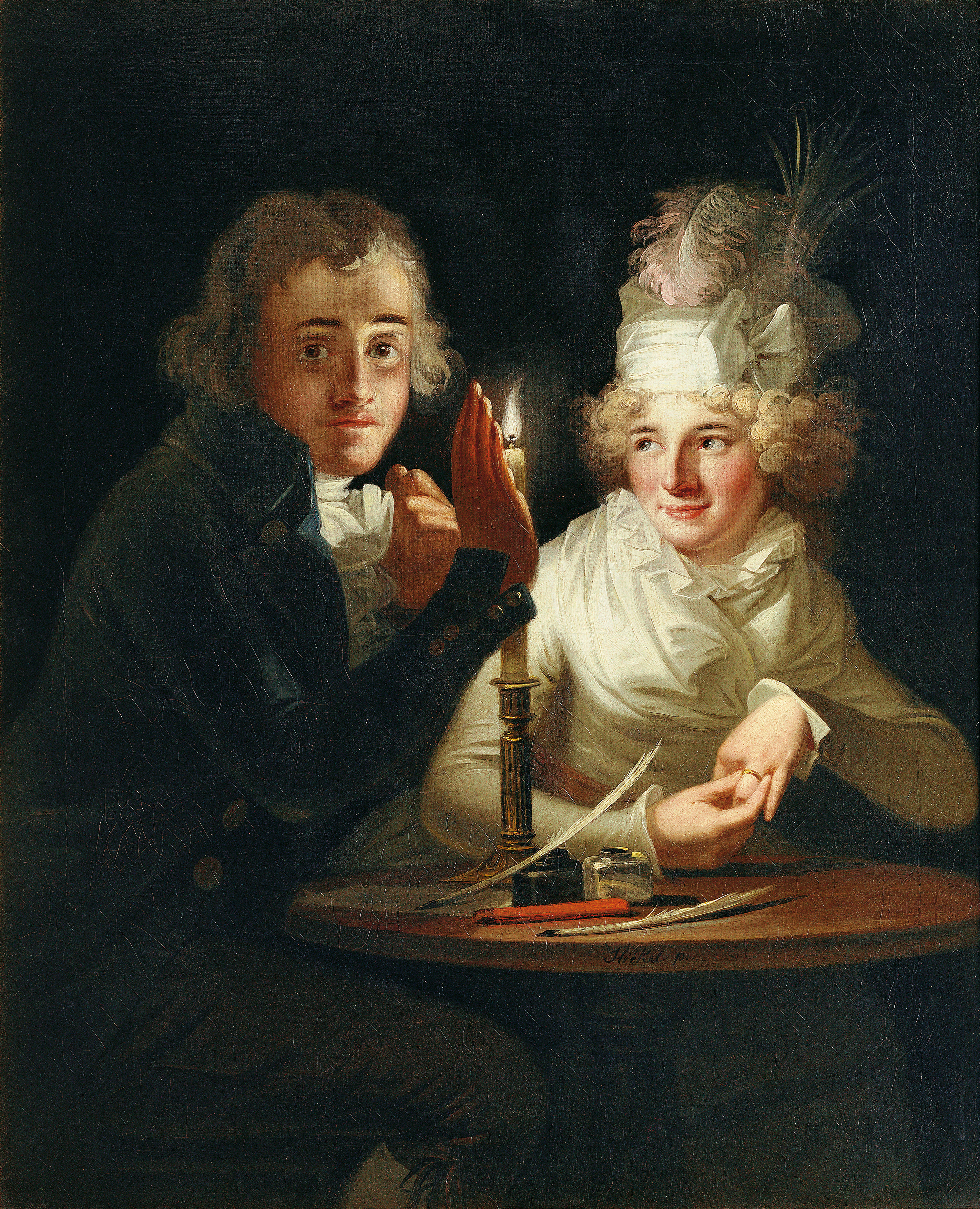
Zásnuby při svíčkách, 1790–1798
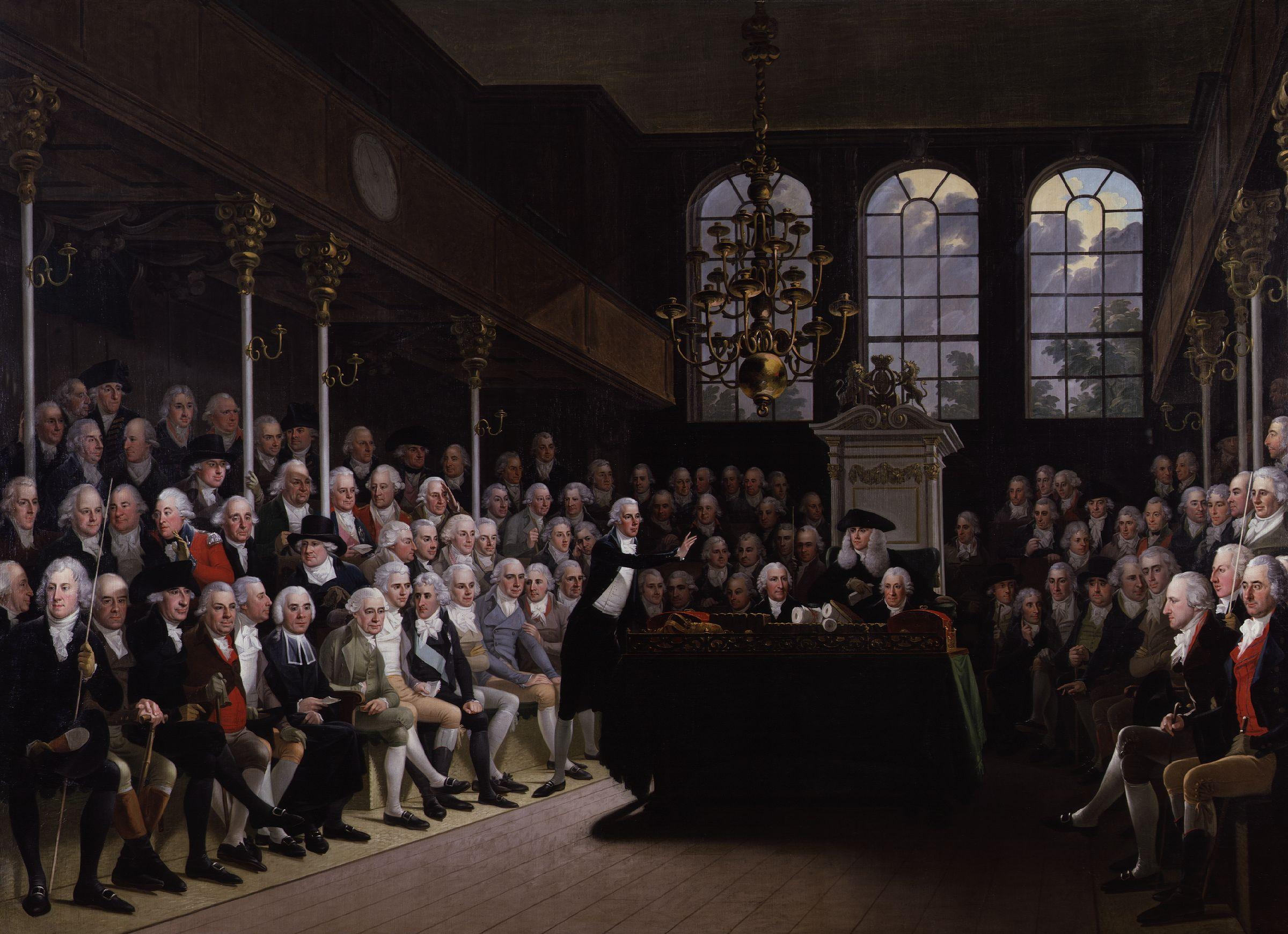
Dolní sněmovna, 1793–1795